# Naciones celtas (álbum)
Naciones celtas es el título de una serie de discos recopilatorios de música folk producida en España. Su primer lanzamiento, en 1997, obtuvo el “disco de oro” en ventas según Promusicae. La repercusión de ese álbum doble no solo alcanzó al gran público, también al sector más especializado. 
Este hecho, propició la publicación de tres volúmenes más aparte de esa primera edición en los años siguientes. El primero de ellos, fue doble, el segundo triple (de este se hizo incluso una versión para el mercado portugués), y el tercero y cuarto salieron al mercado en formato doble. 
Otro hecho relevante en torno a la marca creada por el impacto de los álbumes en el mercado, fue la organización de festivales bajo ese mismo nombre. La importancia en el lanzamiento de esta saga de álbumes, quedó reflejada en la consecución de premios como el disco Ideal del año en Galicia en 1998.
El concepto del disco estaba basado en la intención de dar a conocer al gran público la música tradicional de formaciones y artistas en solitario procedentes de lo que el Festival Intercéltico de Lorient considera como «Naciones Celtas Oficiales». Es decir, músicos y recuperadores tradicionales salidos de Irlanda, Escocia, Gales, Isla de Man, Cornualles, Bretaña, Galicia y Asturias. El proyecto fue concebido y promocionado por Tomás Diez Guerra (fundador de la marca Fonofolk en la compañía discográfica Fonomusic), y buscaba, además, la reivindicación de una parte del folclore español eclipsado a nivel mundial por otro género musical de raíz tradicional como era el flamenco. 
En esa defensa de las "Naciones Celtas nacionales" , se dieron a conocer varios solistas y grupos que hasta entonces eran admirados solo localmente. El primer volumen del álbum incluía al gaiteo asturiano Hevia lejos de la electrónica aún y en formato acústico, acompañado por su hermana al tambor. Sucedió antes de su fichaje por una multinacional. También contenía a Luar Na Lubre con el tema original "O Son Do Ar" que encantó y versionó Mike Oldfield. Uno de los méritos del disco, fue rescatar canciones grabadas de forma independiente o producidas exclusivamente para el recopilatorio. Es el caso de Ajrú, formación previa a la carrera en solitario de Mercedes Peón, o  Fernando Largo, uno de los grandes ideólogos del género en Asturias, que nunca ha editado en solitario. En el segundo volumen se incluyeron temas como "Galguén", de Ima Galguén, incluido posteriormente en otros recopilatorios.
El diseño y la promoción de la idea "Naciones Celtas" en un mercado musical incrédulo ante la riquísima variedad del folclore de toda la península, supuso un antes y un después en la consolidación de artistas folk nacionales no solo en los circuitos locales de los que hasta entonces vivían.
Las selección de posteriores volúmenes de la colección siguieron también un exigente criterio selectivo, que sin olvidar a los grupos españoles, descubría formaciones emblemáticas de las "Naciones" donde más arraigado estaba el estilo: Irlanda, Escocia, Isla de Man, Bretaña. Cada lanzamiento iba acompañado de un nuevo argumento que recorría la música tradicional de otras regiones del país, y de otros continentes como Noroeste de Canadá, Estados Unidos, norte de África y Portugal.
- Naciones Celtas "Buscando el Norte" (1997 - Fonofolk)
- Naciones Celtas "Camino de las Estrellas” (1998 - Fonofolk)
- Naciones Celtas "Alfa & Omega" (1999 - Fonofolk)
- Naciones Celtas "Legado Universal” (2000 - Fonofolk)